# Col du Télégraphe
Der Col du Télégraphe ist ein Gebirgspass mit einer Höhe von 1566 m in den französischen Alpen im Département Savoie. Die gut ausgebaute, asphaltierte Straße der D902 führt durch das Cerces-Massiv (Massif des Cerces) und verbindet den Ferienort Valloire mit Saint-Michel-de-Maurienne im Tal der Arc im Maurienne-Gebiet. Der Pass ist ein Teil der Route des Grandes Alpes.
Seinen Namen hat der Pass von dem Fort du Télégraphe auf einem Felsvorsprung in der Nähe des Passes.

## Streckenführung
Die Nordauffahrt des Col du Télégraphe beginnt in Saint-Michel-de-Maurienne und führt über 11,9 Kilometer. Die durchschnittliche Steigung des Anstiegs liegt bei 7,1 % mit einer maximalen Steigung von 11 %, die im unteren Teil erreicht wird. Die Straße führt durch die bewaldeten Hänge der Gemeinde Saint-Martin-d’Arc, wobei sie über mehrere Kurven und Kehren auf die Passhöhe führt. Rund drei Kilometer vor dem höchsten Punkt gibt es die Möglichkeit, die D902 zu verlassen und über die D215A in den Skiort Valmeinier zu fahren.
Die Südauffahrt ist gerade einmal 4,8 Kilometer lang und weist eine durchschnittliche Steigung von nur 3,3 % auf. Dies liegt daran, dass der Startort Valloire bereits auf einer Höhe von rund 1400 Metern liegt. Die Straße führt geradeaus in Richtung Norden und beinhaltet keine Kurven. Die höchsten Steigungsprozente werden auf den ersten zwei Kilometern erreicht (rund 5 %).
Auf der Passhöhe befindet sich mit dem Relais du Telegraphe ein kleines Restaurant.

## Radsport

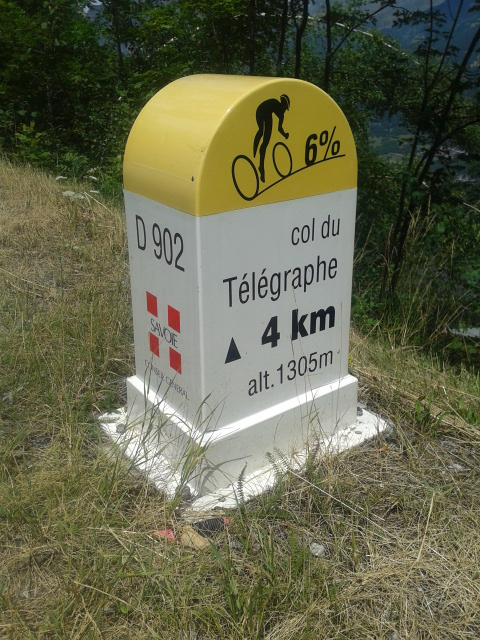
Einer der speziellen Kilometersteine für Radfahrer

Der Pass ist vor allem durch die häufigen Überquerungen im Rahmen der Tour de France bekannt. Um die Nordseite des Col du Galibier (2645 m) zu befahren, muss erst der Télégraphe bewältigt werden. Diese schwere Kombination macht diesen Tagesabschnitt meistens zur „Königsetappe“. Die meisten Rennfahrer sparen an diesem Berg noch ihre Kräfte, weshalb es hier eher selten zu Angriffen kommt.
Neben der Tour de France führte mit dem Giro d’Italia im Jahr 2013 eine weitere Grand Tour über den Col du Télégraphe. Weiters stand der Pass bereits im Programm des Critérium du Dauphiné, der Tour de Savoie Mont-Blanc und der Nachwuchs-Rundfahrt Tour de l’Avenir. Zudem ist der Col du Télégraphe Bestandteil des Jedermannrennens „La Marmotte“, das auch über den Col du Glandon (1924 m) und Col du Galibier führt, ehe es in Alpe d’Huez (1580 m) zu Ende geht.
Der Aufstieg von Saint-Michel-de-Maurienne ist in Abständen von einem Kilometer mit speziellen Kilometersteinen für Radfahrer ausgestattet, die den Fahrern als Orientierung dienen und die durchschnittliche Steigung des Kilometers angeben.

### Tour de France
Im Jahr 1911 wurden bei der 9. Austragung der Tour de France erstmals die Alpen befahren. Auf der 5. Etappe, die von Chamonix nach Grenoble führte, wurden mit dem Col des Aravis (1486 m), Col du Télégraphe und Col du Galibier die ersten Alpenpässe überquert. Damals passierte der Franzose Émile Georget die Passhöhe des Col du Télégraphe als Erster und gewann im Anschluss die erste „Alpen-Etappe“ der Tour de France. In den Folgejahren blieb der Col du Télégraphe bis ins Jahr 1948 ein fixer Bestandteil des Rennens (ausgenommen 1915–1918 und 1940–1946, als die Tour de France aufgrund der beiden Weltkriege nicht stattfand).
Im Rahmen der unterschiedlichen Austragungen wurde der Col du Télégraphe von beiden Seiten befahren. Nachdem in den ersten beiden Jahren die anspruchsvollere Nordseite absolviert worden war, änderte sich im Jahr 1913 die Fahrtrichtung der Tour de France. Die Strecke führte nun gegen den Uhrzeigersinn, wodurch der Col du Télégraphe nun von der leichteren Südseite befahren wurde und auf der Abfahrt des höheren Col du Galibier nur noch eine kurze Gegensteigung darstellte. Von 1933 bis 1937 wurde die Tour de France erneut im Uhrzeigersinn bewältigt und die schwerere Nordseite kehrte ins Programm zurück. Nach dem Zweiten Weltkrieg wurde der Col du Télégraphe weitere 35-mal befahren, wobei beide Auffahrtsmöglichkeiten über die Jahre mehrmals genutzt wurden. 1996 konnte der Pass im Rahmen der 9. Etappe nicht befahren werden, da der Col du Galibier aufgrund von Schneefall unpassierbar war. 2015 hätte die 20. Etappe über den Col du Télégraphe führen sollen, doch aufgrund eines Erdrutsches musste die Strecke verändert werden.

#### Bergwertung
Im Verlauf der Jahre wurden die beiden Seiten mit den unterschiedlichsten Kategorien bewertet. So wechselte die schwierigere Nordauffahrt zwischen der 1. und 2. Kategorie. In den Jahren 1952 und 1973 wurde die Nordseite als Teil des Col du Galibier gesehen und so mit keiner Bergwertung versehen. Auf der leichteren Südseite wurde meist keine Bergwertung ausgefahren. Sie wurde jedoch in den Jahren 1972 und 1980 als Bergwertung der 3. Kategorie und im Jahr 1989 als Bergwertung der 4. Kategorie klassifiziert. Seit dem Jahr 2005 gilt die Nordauffahrt als Anstieg der 1. Kategorie, während auf der Südauffahrt keine Punkte im Kampf um die Bergwertung vergeben werden.
Im Jahr 2022 wurde der Col du Télégraphe auf der 11. Etappe erneut von der Nordauffahrt befahren. Zudem führte die 12. Etappe über die Südauffahrt.
| Jahr   | Etappe     | Bergwertung  | Fahrer              |
| ------ | ---------- | ------------ | ------------------- |
| 1911 * | 5. Etappe  | -            | Émile Georget       |
| 1912 * | 5. Etappe  | -            | Eugène Christophe   |
| 1933 * | 7. Etappe  | -            | Vicente Trueba      |
| 1934   | 7. Etappe  | unbekannt    | Federico Ezquerra   |
| 1935   | 7. Etappe  | unbekannt    | Francesco Camusso   |
| 1936   | 7. Etappe  | unbekannt    | Romain Maes         |
| 1937   | 7. Etappe  | unbekannt    | Pierre Gallien      |
| 1947   | 8. Etappe  | 1. Kategorie | Fermo Camellini     |
| 1955   | 8. Etappe  | 2. Kategorie | Charly Gaul         |
| 1957   | 10. Etappe | 2. Kategorie | Gastone Nencini     |
| 1964   | 8. Etappe  | 2. Kategorie | Federico Bahamontes |
| 1966   | 16. Etappe | 2. Kategorie | Julio Jiménez       |
| 1967   | 10. Etappe | 2. Kategorie | Julio Jiménez       |
| 1969   | 10. Etappe | 2. Kategorie | Joaquín Galera      |
| 1972   | 14. Etappe | 3. Kategorie | Pietro Campagnari   |
| 1974   | 11. Etappe | 2. Kategorie | Herman Van Springel |
| 1979   | 17. Etappe | 2. Kategorie | Giovanni Battaglin  |
| 1980   | 17. Etappe | 3. Kategorie | Johan De Muynck     |
| 1989   | 17. Etappe | 4. Kategorie | Franco Vona         |
| 1993   | 10. Etappe | 2. Kategorie | Thierry Claveyrolat |
| 1998   | 15. Etappe | 2. Kategorie | Rodolfo Massi       |
| 1999   | 9. Etappe  | 1. Kategorie | José Luis Arrieta   |
| 2003   | 8. Etappe  | 2. Kategorie | Pierrick Fedrigo    |
| 2005   | 11. Etappe | 1. Kategorie | Santiago Botero     |
| 2007   | 9. Etappe  | 1. Kategorie | Mikel Astarloza     |
| 2011   | 19. Etappe | 1. Kategorie | Gorka Izagirre      |
| 2017   | 17. Etappe | 1. Kategorie | Primož Roglič       |
| 2022   | 11. Etappe | 1. Kategorie | Pierre Latour       |

### Giro d’Italia
Der Giro d’Italia führte im Jahr 2013 auf der 15. Etappe von Cesana Torinese auf den Col du Galibier und überquerte dabei den Col du Télégraphe. Damals führte Giovanni Visconti über den Pass, der als Bergwertung der 2. Kategorie klassifiziert wurde, ehe er die Etappe gewann. Das Ziel musste aufgrund von Schneefall von der Passhöhe des Col du Galibier herunter versetzt werden.
| Jahr | Etappe     | Bergwertung  | Fahrer            |
| ---- | ---------- | ------------ | ----------------- |
| 2013 | 15. Etappe | 2. Kategorie | Giovanni Visconti |